# Standart
Le Standart est un yacht impérial russe appartenant à l'empereur Nicolas II. Après la révolution d'Octobre, le Standart fut placé en cale sèche jusqu'en 1932, puis converti en mouilleur de mines sous le nom de Marti et incorporé à la flotte de la Baltique. Pendant la Seconde Guerre mondiale, il participa à la défense de Leningrad. Après la guerre, il servit de navire-école sous le nom de Oka, jusqu'à son démantèlement en 1963.

## Yacht impérial
Le Standart (en russe : Штандартъ, Shtandart, « Étendard ») est construit à partir de 1893, sur décret de l'empereur Alexandre III de Russie, au chantier naval Burmeister & Wain de Copenhague. Son nom russe reprend celui d'une frégate de 1703, du tsar Pierre le Grand.
Le lancement du Standart a lieu le 10 mars 1895 en présence du nouvel empereur, Nicolas II. C'est un navire de luxe, avec des lambris d'acajou, des lustres de cristal et autres aménagements qui en font un palais flottant destiné à la famille Romanov. Il comprend également une étable avec une vache pour fournir du lait frais aux enfants. Son équipage est composé de 373 matelots de la Marine impériale russe. Avec ses 116 mètres de long, le Standart  est à cette époque le plus grand yacht du monde.
Le 8 septembre 1896, Nicolas II et son épouse, l'impératrice Alexandra Feodorovna, embarquent pour la Grande-Bretagne à bord du Standart. Commencent alors ses 20 années de navigation au service de la famille impériale.
En août 1907, le Standart heurte un récif au large des côtes finlandaises, échappant de peu au naufrage. Endommagé, il est radoubé et renfloué.
Pour les fêtes de Pâques 1909, Nicolas II offre à son épouse un œuf en cristal de roche et lapis-lazuli commandé à Fabergé : l'Œuf au Standart (en), qui contient une réplique du yacht en miniature.
Les Romanov se trouvent sur le Standart au cours de l'été 1914 lorsqu'ils apprennent l'assassinat de François-Ferdinand de Habsbourg à Sarajevo, marquant le début de la Première Guerre mondiale. Nicolas II donne dès le début du conflit l'ordre de placer son yacht en cale sèche.

## Après la révolution d'Octobre
En 1917, l'équipage du Standart participe aux révolutions de Février puis d'Octobre. Le yacht accueille alors l'organe révolutionnaire central des marins de la Baltique. L'année suivante, il est renommé восемна́дцатый марта, Vosemnadtsatoe Marta (« 18 mars », en souvenir du premier jour de la Commune de Paris), puis reste longtemps à quai dans le port militaire de Cronstadt.
En 1932-1936, au chantier naval André-Marti de Leningrad (ainsi nommé en hommage au communiste français André Marty), il est transformé en mouilleur de mines et rebaptisé Marti,.
Intégré à la flotte de la Baltique fin 1936, le Marti est équipé de dispositifs pour poser 320 mines et d'un armement d'artillerie. Ses machines à vapeur lui permettent une vitesse de plus de 14 nœuds et une autonomie de croisière allant jusqu'à 2300 milles. En 1938, il devient le navire amiral de l'unité de barrage et de dragage de mines de la flotte de la Baltique. En 1939, il effectue une pose de mines au large des côtes de la Finlande qui lui vaut la reconnaissance du Conseil militaire de la flotte de la Baltique. À l'été 1941, son équipage remporte la distinction « drapeau rouge du Commissariat du peuple à la Marine ».

## Seconde Guerre mondiale
Le Marti accomplit sa première mission de combat en juin 1941. Endommagé lors d’une attaque aérienne à Cronstadt en septembre 1941, il est rapidement réparé et continue à servir jusqu’à la fin du conflit. Une mine posée au large de la péninsule de Hanko par le Marti coule le chasseur de sous-marins allemand UJ.117/Gustav Kroner en octobre 1941.
Début novembre 1941, le mouilleur de mines, appartenant à un détachement commandé par le vice-amiral Valentin Petrovitch Drozd, participe à l’évacuation des défenseurs de Hanko et emmène à Cronstadt 2029 chasseurs, 60 canons, 11 mortiers et environ 800 tonnes de cargaison.
Le 3 avril 1942, il reçoit le titre honorifique de « Garde soviétique ».

## L'après-guerre
En 1948, après la publication dans L’Humanité d’un article critique envers Staline, André Marty est mis à l'écart du Parti communiste français et le mouilleur de mines Marti change encore une fois de nom et d'affectation : il devient le Oka et se voit transformé en navire-école et en caserne flottante.
Il tient le rôle du croiseur Elizabeth dans le film L'Aspirant Panine réalisé par Mikhail Schweitzer en 1960.
En 1961, il sert de cible flottante pour des tirs de missiles. Deux ans plus tard, il est désarmé à Tallinn, en Estonie, et vendu à la casse.

## Galerie

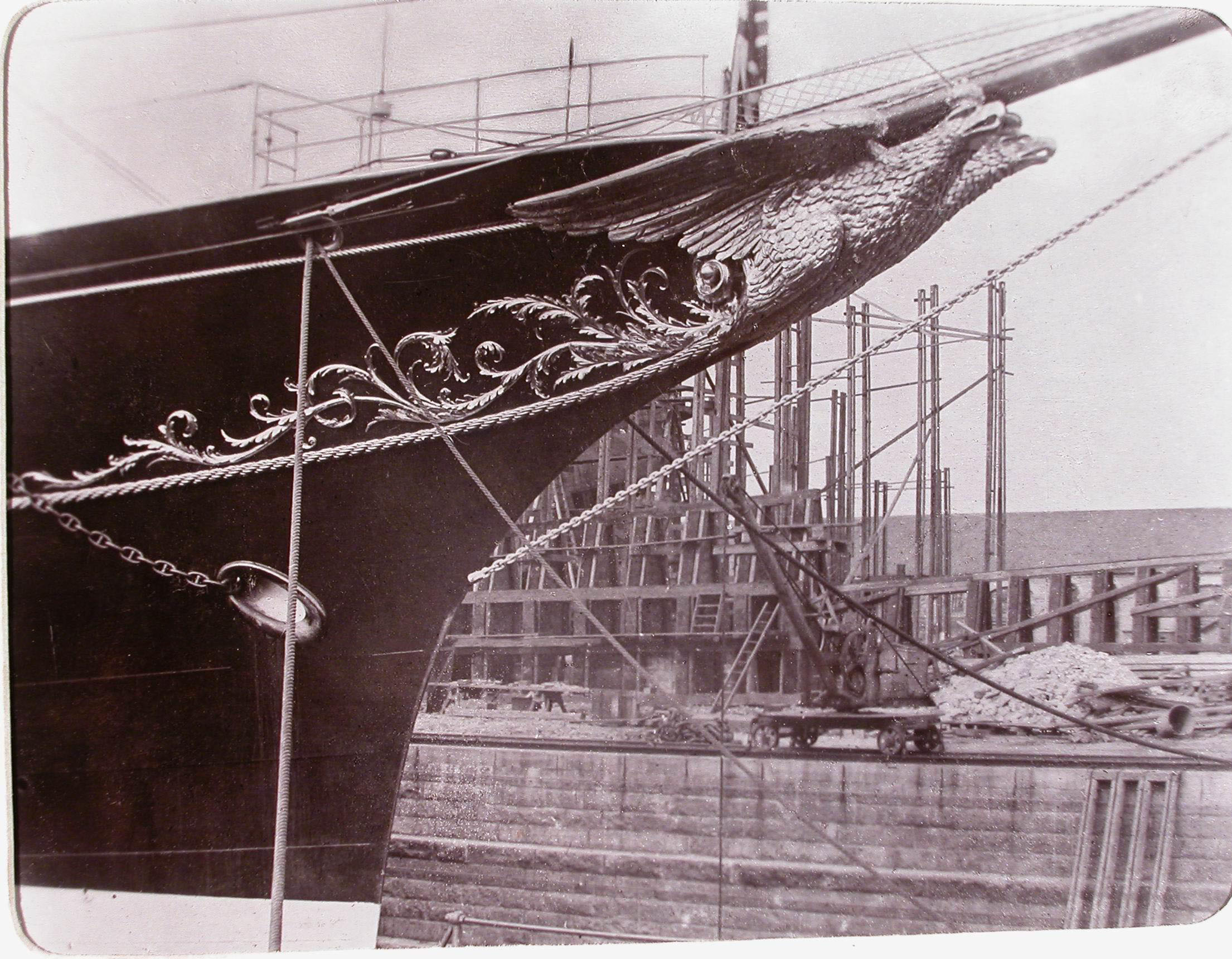
La figure de proue du Standart : l'aigle bicéphale des Romanov
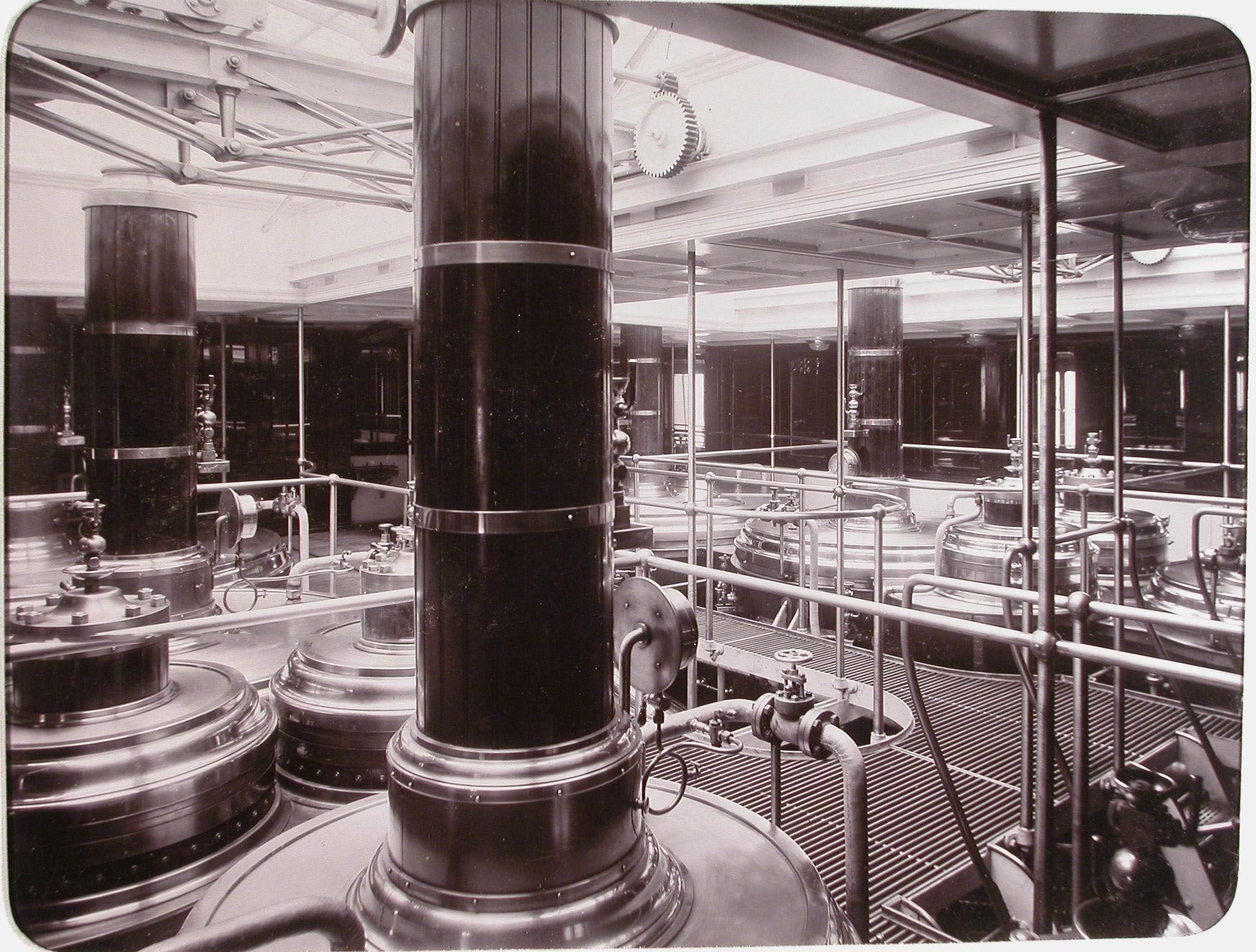
La salle des machines (1896)
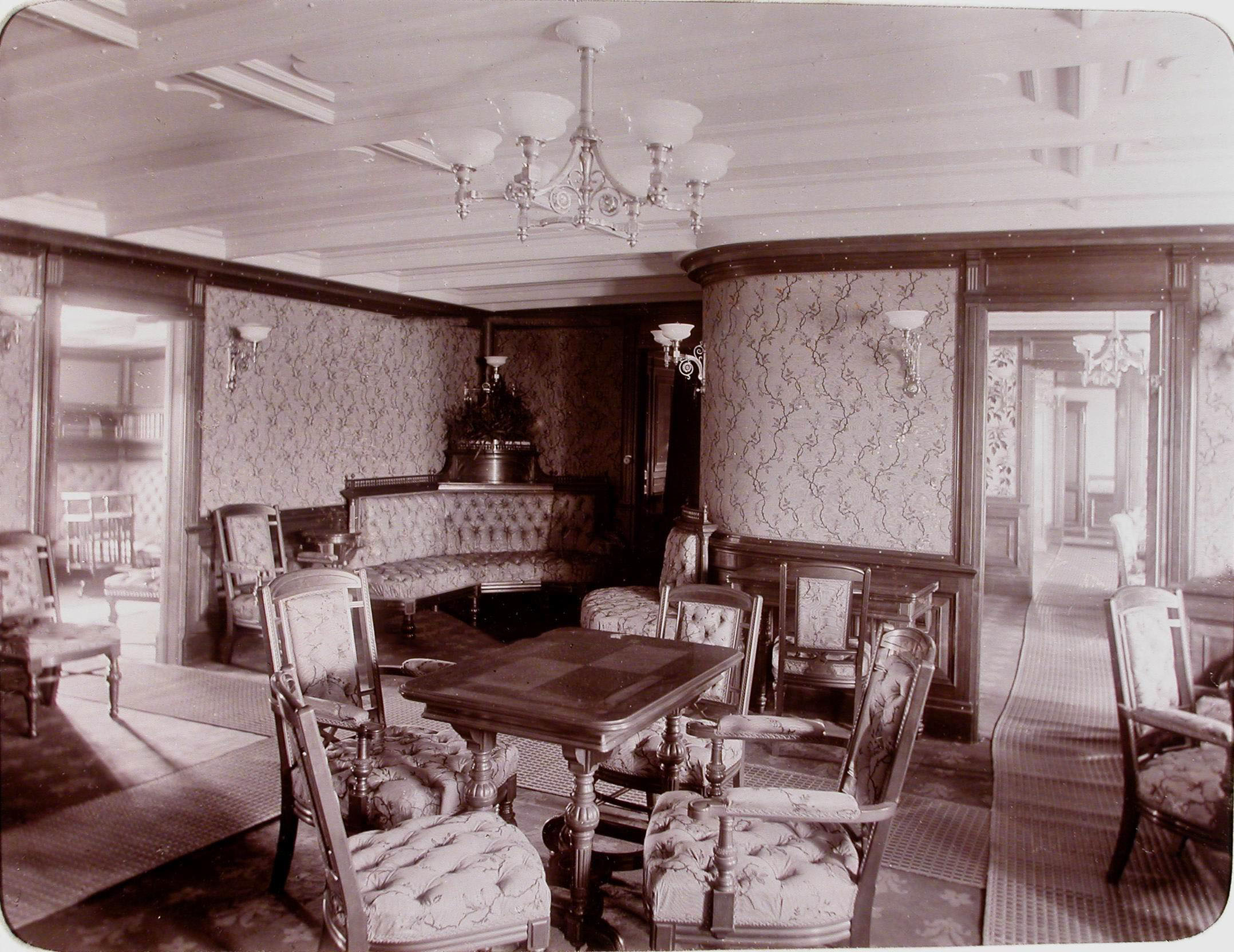
L'une des cabines (1896)
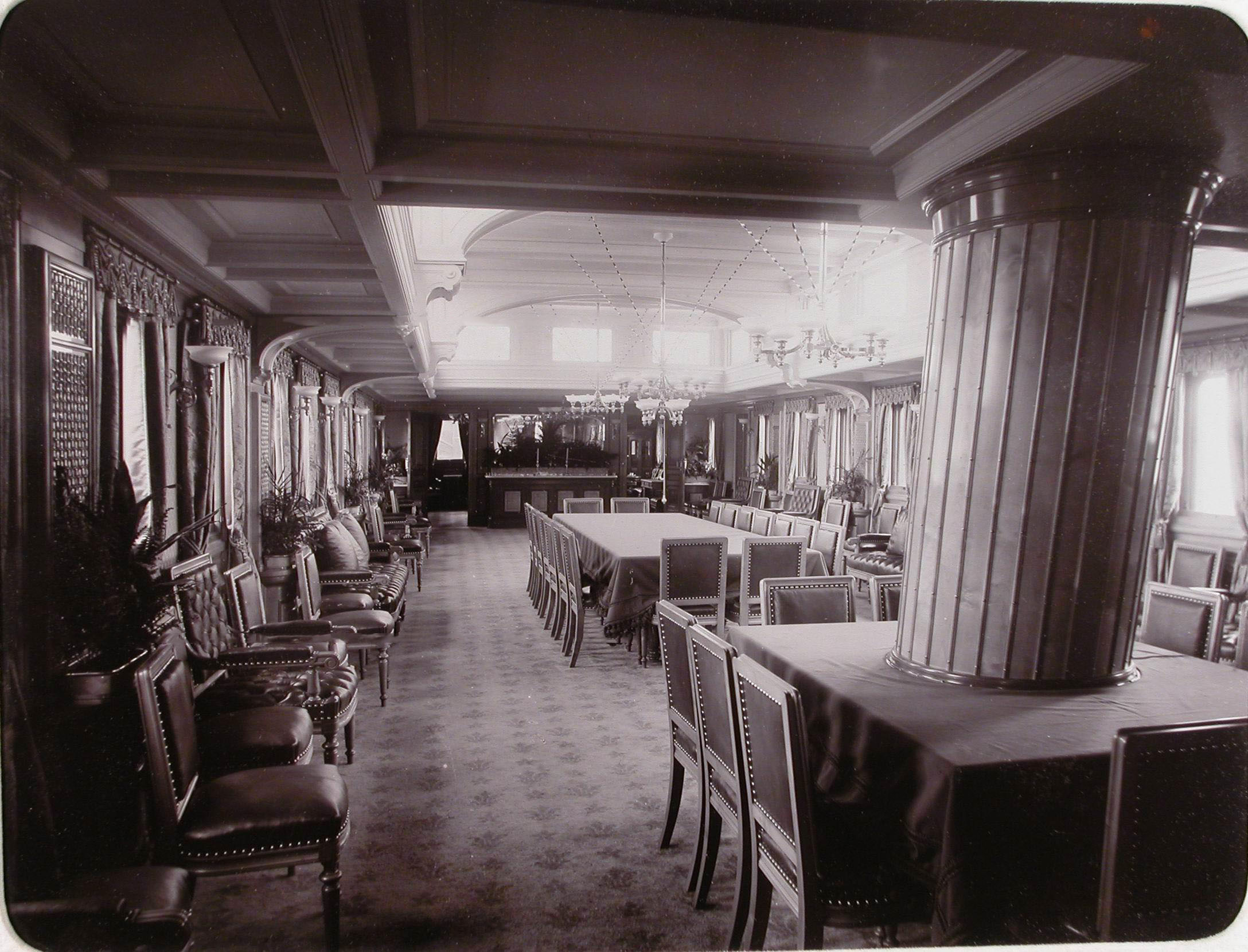
La salle à manger du pont principal (1896)
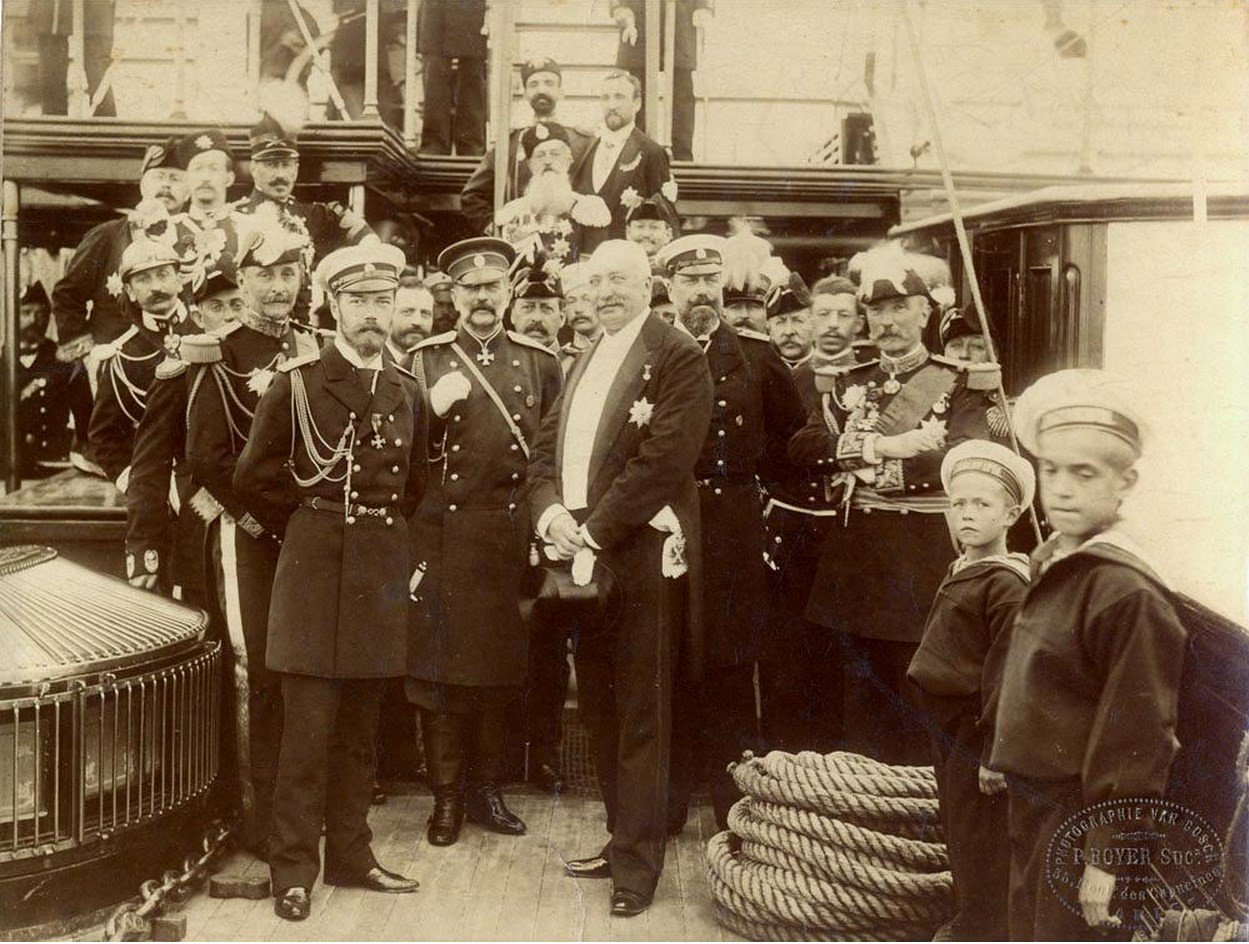
Félix Faure et Nicolas II sur le Standart (1897)
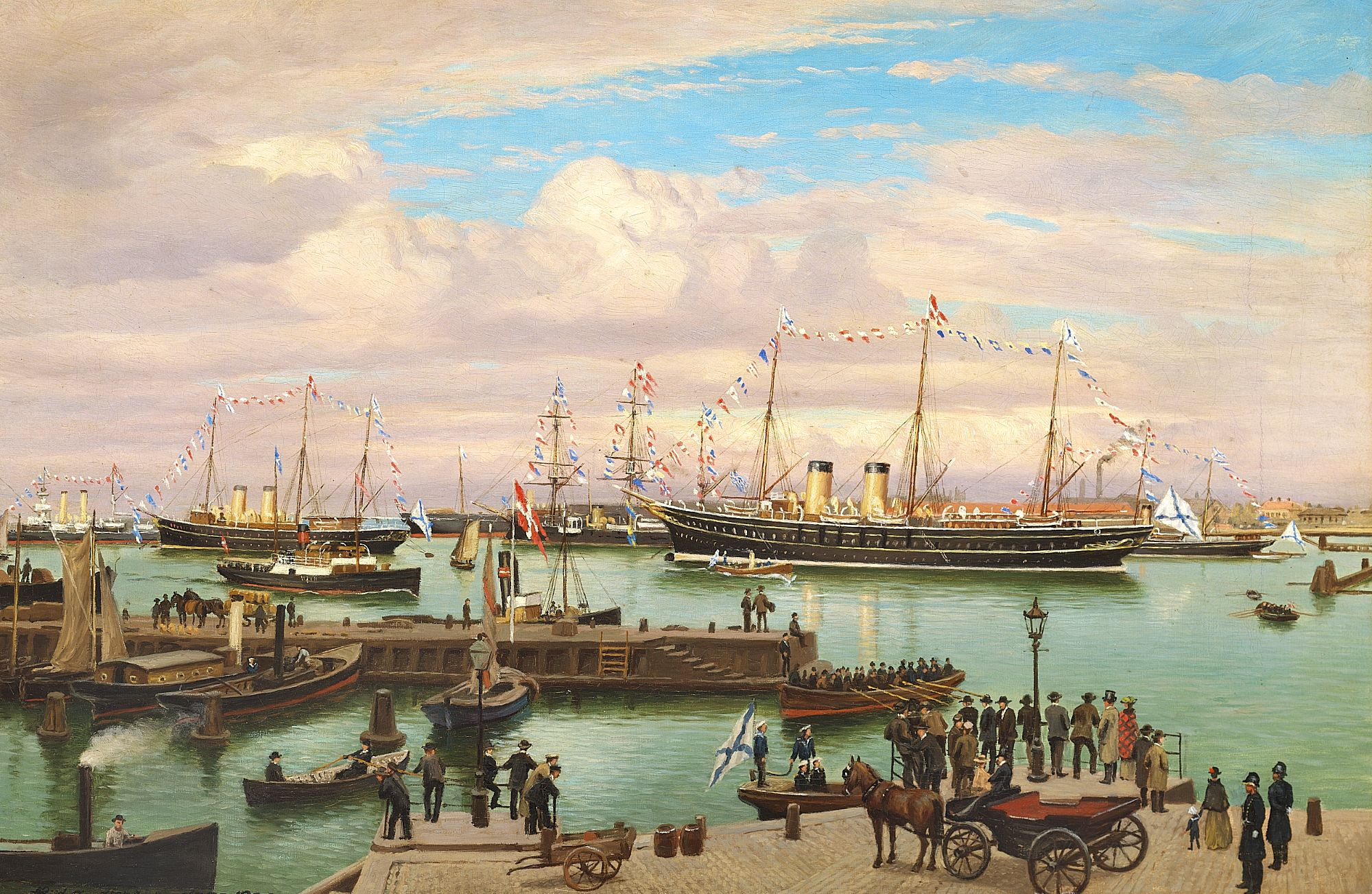
Maria Feodorovna quittant Copenhague, par Andreas Riis Carstensen (en) (1899)
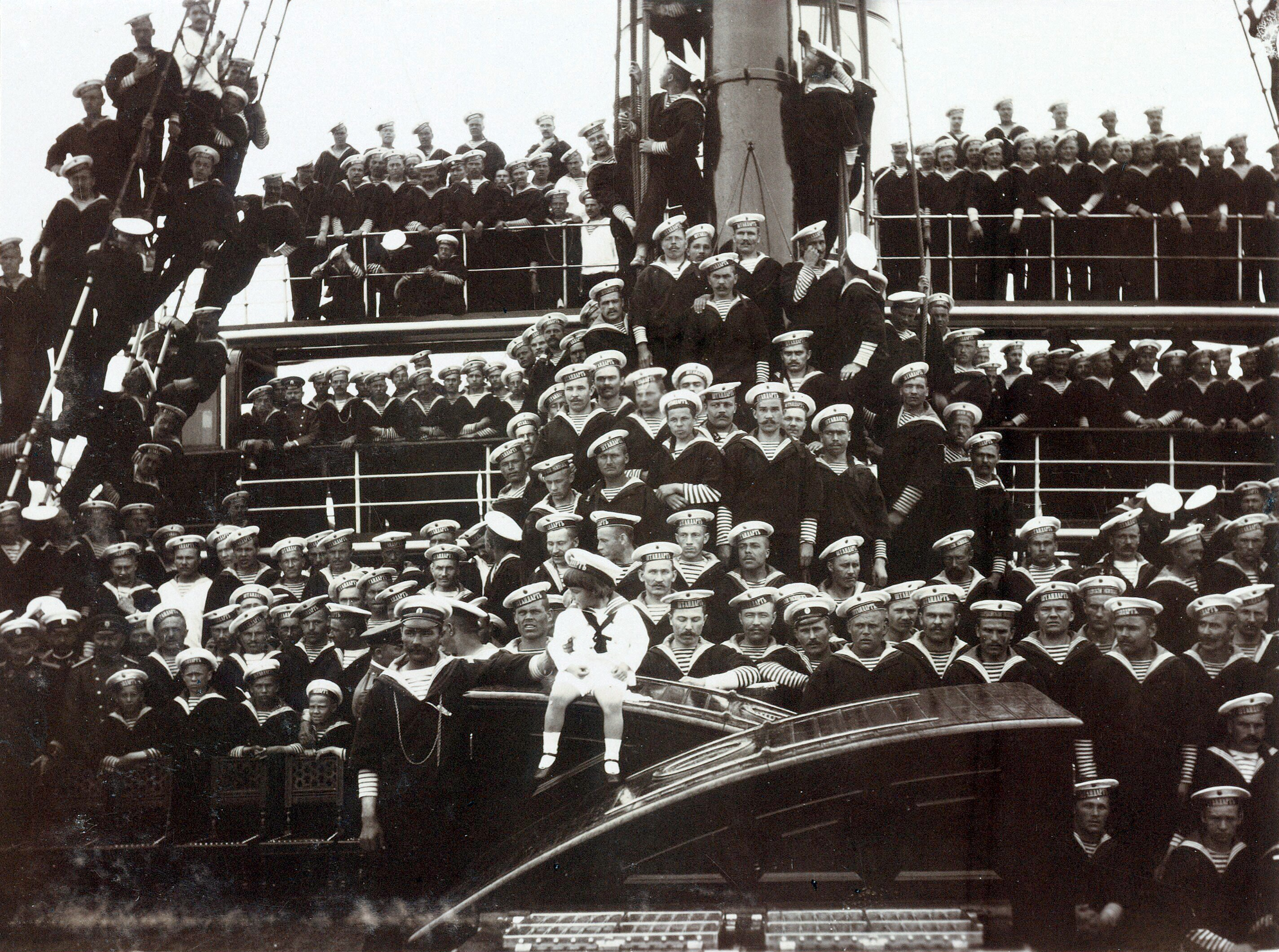
Le tsarevitch Alexis et les matelots du Standart (v. 1908)
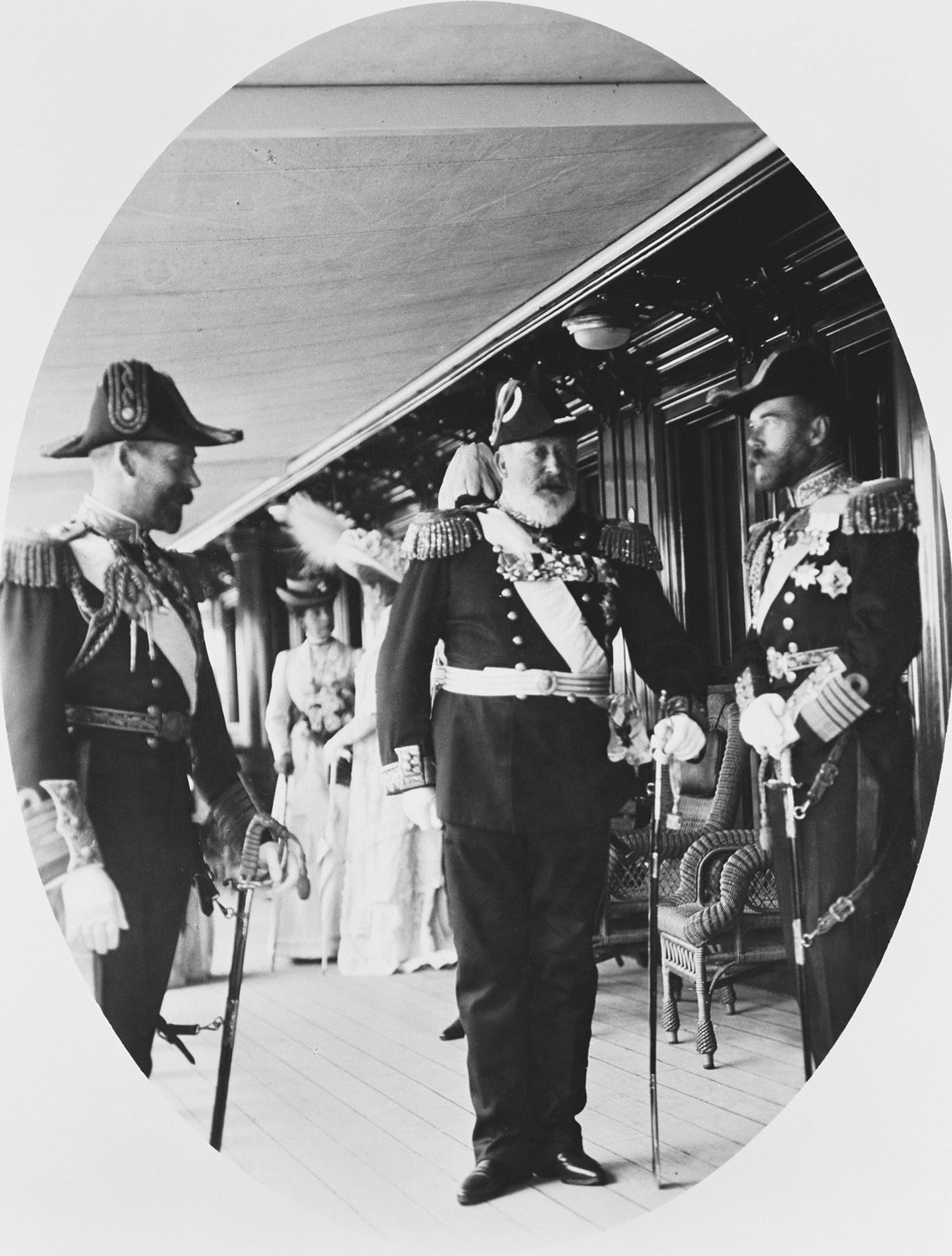
Édouard VII, le futur George V et Nicolas II sur le Standart pendant la régate de Cowes (1909)
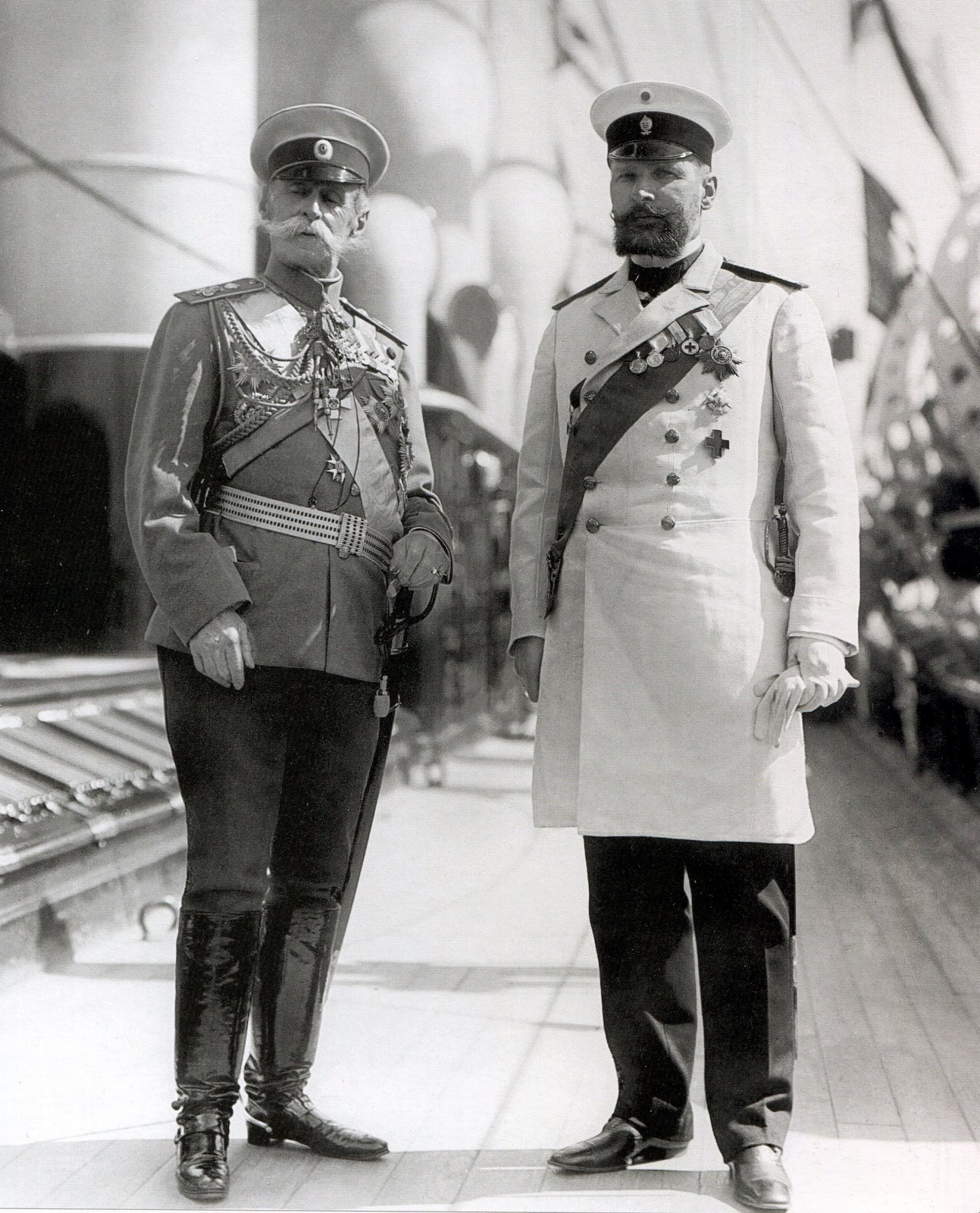
Woldemar Freedricksz et Stolypine sur le Standart (1910)
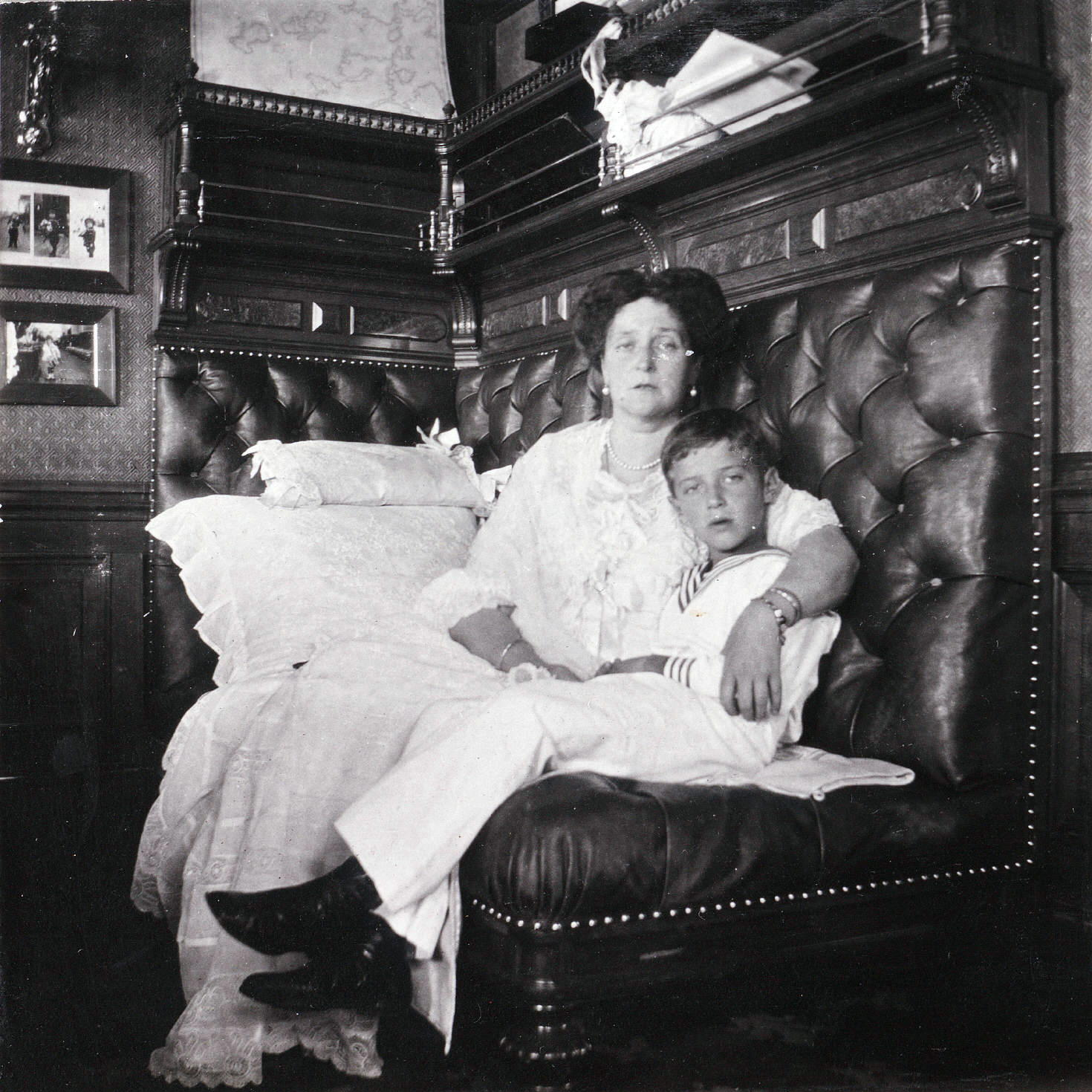
Alexandra Feodorovna et le tsarevitch Alexis dans un salon du Standart (v. 1911)
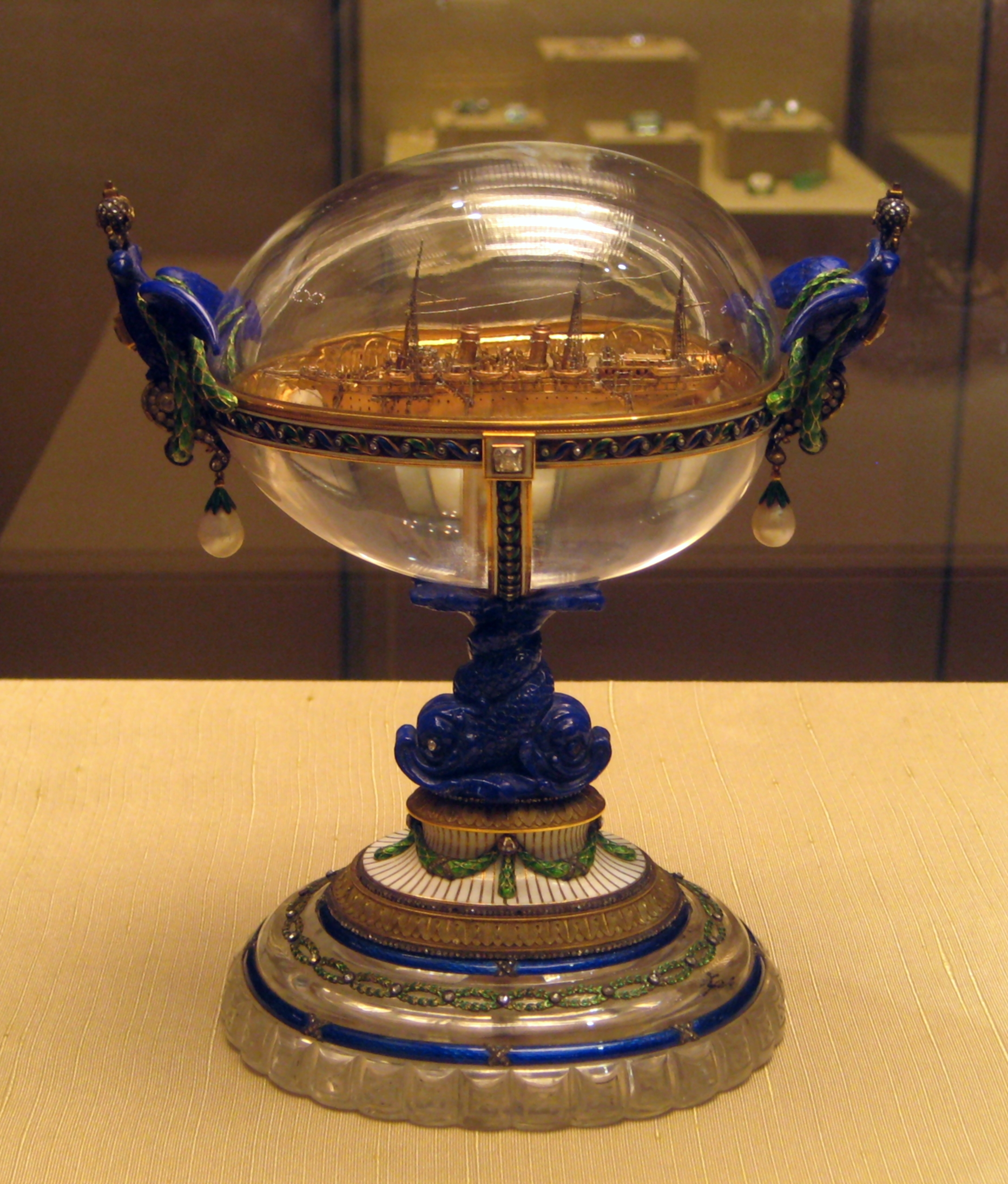
L'Œuf au Standart (en) de Fabergé (1909)
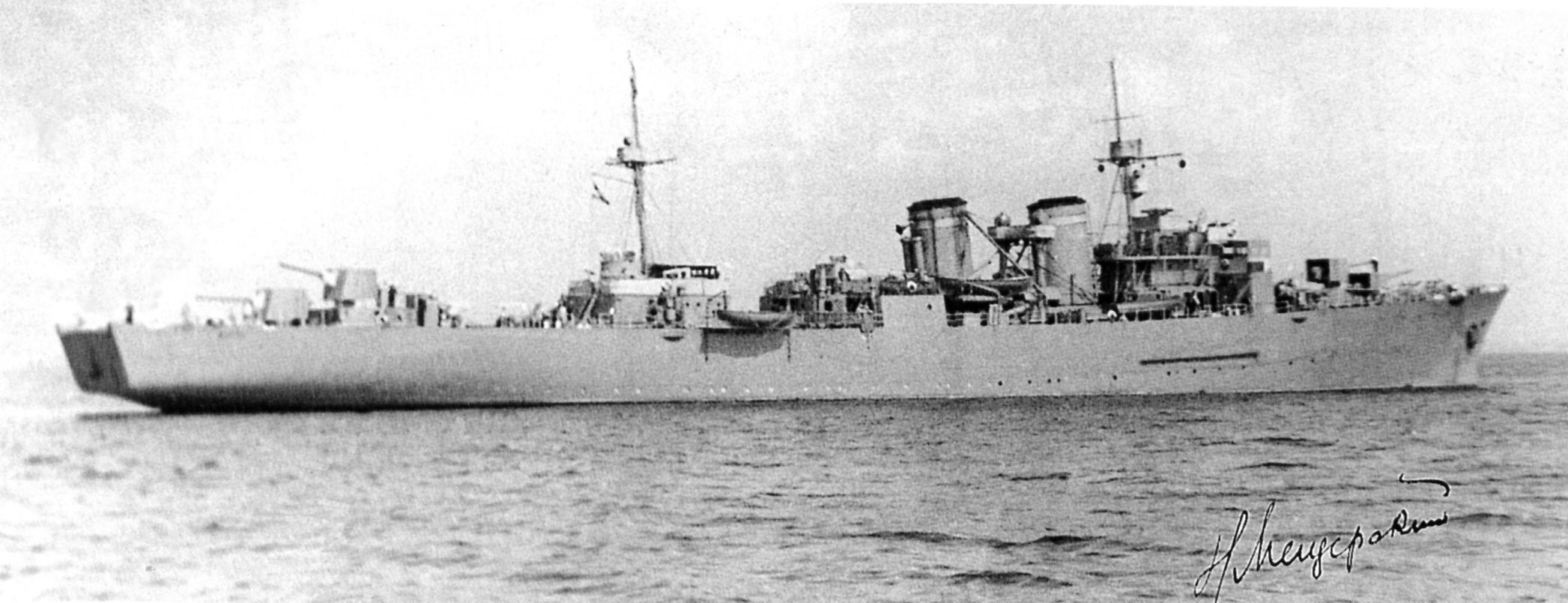
Le mouilleur de mines Marti (1942)